# コスモス3
コスモス3 (GRAU インデックス: 11K65はR-14ミサイルから派生したソビエト連邦の衛星打ち上げ用ロケットである。1966年から1968年に使用された。短期間で近代化されたコスモス3Mに更新された。6機が打ち上げられ4機が軌道へ投入する目的で2機が弾道飛行だった。全ての打ち上げはバイコヌール宇宙基地の41/15射場から発射された。
コスモス3の初打ち上げは1966年11月16日でストレラ2型衛星を打ち上げた。ストレラ2型衛星は4回打ち上げられ2回失敗した。VKZを搭載した2機が弾道飛行に使用され両方とも成功した。

## 打ち上げの歴史
| 日付/時間 (GMT)       | 積載物                    | 軌道       | 結果 | 備考               |
| --------------------- | ------------------------- | ---------- | ---- | ------------------ |
| 1966年11月16日, 13:00 | ストレラ2                 | LEO (予定) | 失敗 | 原因不明           |
| 1967年3月24日, 11:50  | コスモス151号 (ストレラ2) | LEO        | 成功 |                    |
| 1967年10月12日, 14:15 | VKZ                       | 弾道飛行   | 成功 | 近点・遠点: 4400km |
| 1968年3月28日         | VKZ                       | 弾道飛行   | 成功 | 近点・遠点: 4000km |
| 1968年6月15日         | ストレラ2                 | LEO (予定) | 失敗 | 原因不明           |
| 1968年8月27日, 11:29  | コスモス236号 (ストレラ2) | LEO        | 成功 |                    |